# Viktor Roman Moser
Viktor Roman Moser, vlastním jménem Vítězslav Roman Moser (7. února 1864, Sušice – 16. června 1939, Plzeň), byl český hudební skladatel a pedagog.

## Život
Vystudoval gymnázium v Českých Budějovicích. Hru na housle studoval nejprve v Sušici u místního učitele F. Neumanna, později v Praze u Ferdinanda Lachnera. Skladbu studoval soukromě u Zdeňka Fibicha. V roce 1885 se stal členem orchestru Národního divadla v Praze. V roce 1888 podnikl studijní cestu do Německa a ještě téhož roku se stal učitelem houslové hry ve škole Glasbené matice v Lublani. Od roku 1891 byl profesorem konzervatoře v Záhřebu. Napsal čtyřdílnou školu hry na housle, která byla oficiálně zavedena na slovinských hudebních školách. Do Čech se vrátil v roce 1903. Učil nejprve na hudební škole v Sušici a v od roku 1920 v Plzni na nově založené Městské hudební škole Bedřicha Smetany. V roce 1933 odešel do důchodu, ale dále externě na škole vyučoval až do své smrti. Sestavil úplný katalog skladeb Zdeňka Fibicha z let 1862–1888.
Zemřel 16. června 1939 v Plzni. Pohřben byl do výstavní rodinné hrobky na Ústředním hřbitově v Plzni.

## Dílo

### Orchestrální skladby
- Suita pro housle a orchestr (1887)
- Cortege solenelle slave (1890)
- Dramatická overtura (1894)
- Na horách (symfonická báseň, 1897)

### Komorní hudba
- Rapsodie pro housle a klavír (1888)
- Klavírní kvartet (1899)
- Smyčcový kvartet C-dur (1908)
- Smyčcový kvartet e-moll (1914)
- Smyčcový kvartet D-dur (1917)
- Smyčcový kvartet g-moll (1929)
- Podzimní nálady (cyklus písní)

### Pedagogická literatura
- Techničke vježbe za gusle (1894)
- Teoretičko-praktična škola za gusle (1895)